# Cut Nyak Dhien
Pour les articles homonymes, voir Dhien.
Cut Nyak Dhien ou Tjoet Nja' Dhien, née en 1848 à Lampadang et morte le 6 novembre 1908 à Sumedang, est une des leaders indonésienne de la résistance anticoloniale contre les Pays-Bas. Elle est une cheffe des forces de guérilla pendant la guerre d'Aceh. Elle mène le combat contre les Pays-Bas pendant 25 ans. Personnalité éminente de l'histoire d'Aceh, elle fait l'objet de nombreux romans et d'un film. Elle est proclamée Héroïne nationale d'Indonésie le 2 mai 1964. 

## Biographie
Cut Nyak Dhien est née en 1848 dans une famille aristocratique musulmane à Lampadang qui fait alors partie du sultanat d'Aceh, une principauté indépendante,. Son père, Teuku Nanta Setia, est un officier du sultanat et sa mère, Tjoet Maligoi, est également issue d'une famille de militaires de haut rang,. Cut Nyak Dhien reçoit une formation en études islamiques et en travaux domestiques. Ses parents arrangent son mariage avec Teuku Cek Ibrahim Lamnga, le fils d'un commandant militaire alors qu'elle a douze ans. De ce mariage seraient nés au moins une fille et un fils.
D'autres parties de l'Indonésie à cette époque avaient été conquises par les Néerlandais et placées sous l'administration coloniale, mais les Acehnais farouchement indépendants, ont réussi à résister à l'incorporation grâce à un mélange d'action militaire et de stratégie diplomatique.

### Guerre d'Aceh
Le 26 mars 1873, les Néerlandais déclenchent la longue guerre d'Aceh. Le mari et le père de Cut Nyak Dhien sont tués durant la bataille de Sela Glee Tarun en 1878. Elle jure alors de se venger des colonisateurs et prend le commandement de la guérilla d'Aceh.
En 1880, elle accepte d'épouser Teuku Umar (en) à condition qu'il lui permette de combattre. Ils ont une fille nommée Cut Gambang que sa mère emmène à la guerre avec elle.
Durant le dernier quart du XIXe siècle, les Néerlandais établissent le contrôle des principales villes d'Aceh, notamment Kutaraja et Meulaboh mais ils ne réussissent pas à maîtriser la campagne, où la lutte régionale prend de plus en plus un caractère religieux.
En 1893, alors que la situation des combattants de la guérilla s'aggrave, Teuku Umar se rend aux officiers néerlandais avec 250 combattants d'Aceh, laissant Cut Nyak Dhien responsable des forces d'Aceh restantes. L'armée néerlandaise le nomme commandant dans l'armée néerlandaise sous le nom de Teuku Umar Johan Pahlawan. Deux ans plus tard, sous prétexte de partir à l'assaut d'Aceh, il déserte avec ses troupes, son équipement, ses armes et ses munitions. Cet épisode est mentionné dans l'histoire des Pays-Bas comme « Het verraad van Teukoe Oemar » (la trahison de Teuku Umar). Selon le Java-Bode (nl), en septembre 1898, Cut Nyak Dhien commande deux cents « canons » dans les montagnes, tandis qu'Umar combat avec une centaine d'hommes ailleurs. 
Teuku Umar et Cut Nyak Dhien continuent la résistance avec leur nouvel équipement jusqu'à ce que les néerlandais envoient la Maréchaussée. Teuku Umar est tué en 1899 pendant une bataille à Meulaboh. Selon la presse indienne, sa dépouille aurait été transportée par des rebelles dans les montagnes, où Cut Nyak Dhien aurait voyagé avec le cadavre pendant deux semaines avant de l'enterrer. Lorsque sa fille Cut Gambang pleure sa mort, Cut Nyak Dhien la rappelle à l'ordre « Nous les femmes d'Aceh, ne pleurons pas un homme devenu martyr,, ».
Cut Nyak Dhien continue à diriger les forces de résistance d'Aceh. Le journaliste indien C. van der Pol écrit en 1918 qu'après la mort d'Umar, elle est intronisée dans les montagnes comme « reine de la forêt, y exerçant une autorité telle qu'aucun sultan n'en avait possédé au cours des deux derniers siècles ». En octobre 1899, le journal Deli Courant rapporte qu'elle a du mal à mobiliser les anciens alliés de feu son mari. Accompagnée de sa fille et d'une poignée de fidèles, elle languit dans les montagnes. Très malade et affaiblie, elle est capturée lors d'une attaque surprise des néerlandais en 1901. Sa fille Cut Gambang réussit à s'échapper et continue à mener la guérilla. En 1904, Aceh tombe sous contrôle néerlandais,.  
L'arrestation de Cut Nyak Dhien a une grande valeur symbolique pour les néerlandais qui doivent se venger de la trahison de Teuku Umar. Elle est amenée à Banda Aceh où sa santé s'améliore lentement. Craignant que sa présence n'incite les habitants à se rebeller, les néerlandais l'envoient en exil à Sumedang, dans l'ouest de Java où son identité n'est pas révélée. Elle y meurt le 6 novembre 1908. Elle est enterrée au cimetière royal de Goenoeng Poejoeh. Son identité n'est découverte qu'en 1960 pendant des recherches dans les archives des Pays-Bas,. 
Selon la sociologue Joy Aquino Siapno (en), le rôle d'une femme comme Cut Nyak Dhien dans la résistance armée n'est pas une exception parmi les femmes de la société matrilinéaire d'Aceh et du Padangse Bovenlanden. Les occupants néerlandais ont d'ailleurs manifesté leur étonnement qu'un si grand nombre de combattants de la résistance tués soient des « femmes armées déguisées en hommes », ignorant que la plupart des femmes d'Aceh portaient traditionnellement des pantalons,.

## Distinctions
Le 2 mai 1964, Cut Nyak Dhien est proclamée Héroïne nationale d'Indonésie par le premier président du pays, Sukarno.
Le film Tjoet Nja' Dhien (en)
écrit et réalisé par Eros Djarot (en) est basé sur sa vie. Le film est projeté à la Semaine de la Critique du Festival de Cannes en 1989 au Festival international des cinémas d'Asie de Vesoul et au Festival des trois continents en 2022,,.

Deux timbres et un billet de banque indonésiens, la représentent.
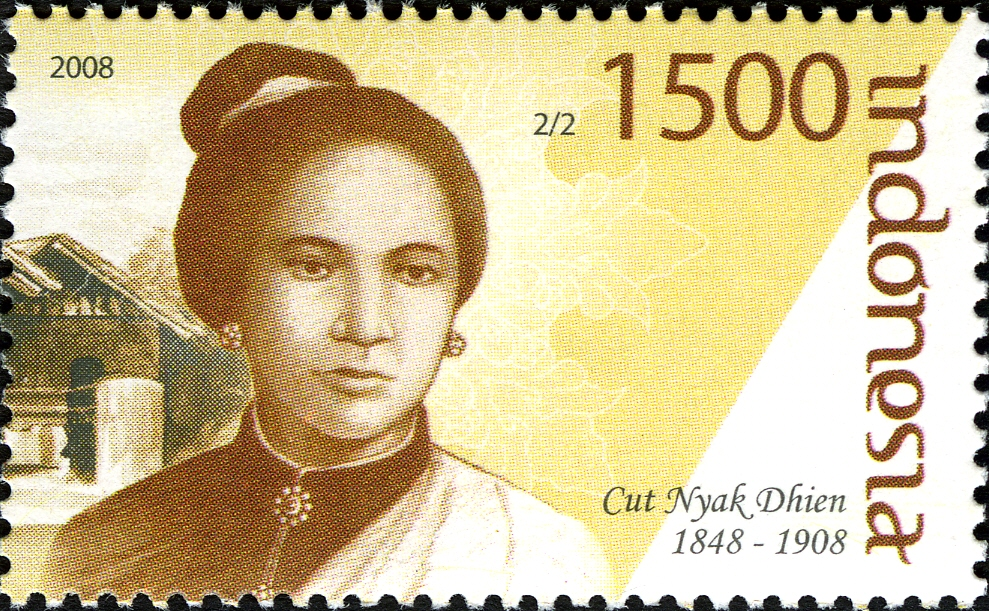
Timbre indonésien de 2008 à l'effigie de Cut Nyak Dhien.
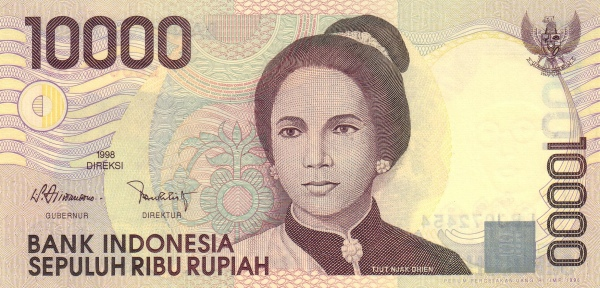
Billet de banque indonésien à l'effigie de Cut Nyak Dhien.
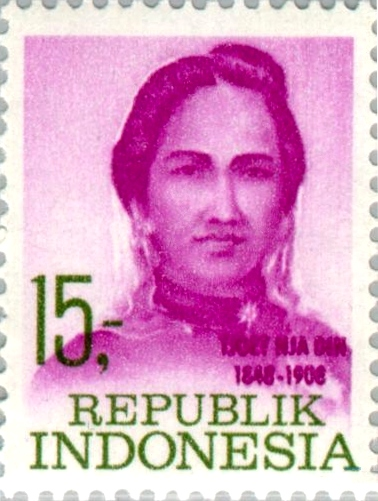
Timbre indonésien de 1969 à l'effigie de Cut Nyak Dhien.

L'aéroport Cut Nyak Dhien de Nagan Raya Regency, Aceh porte son nom.
En 2014 est créée l'Université des sciences Cut Nyak Dhien. Universitas Sains Cut Nyak Dhien à Langsa.